# یوتی‌سی ۱۰:۳۰+

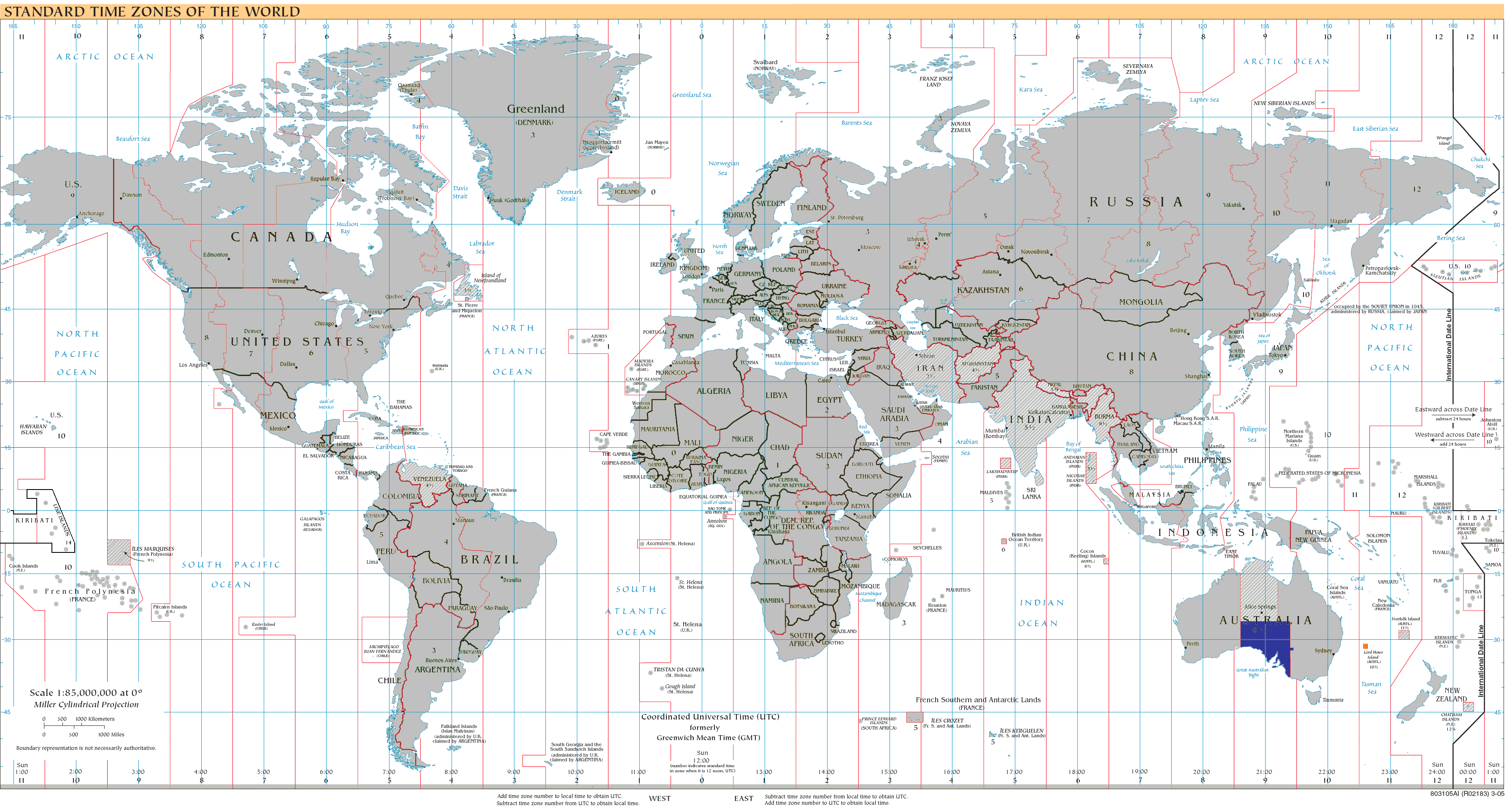
UTC+10:30: آبی (ژانویه), نارنجی (ژوئیه), زرد (تمام سال), آبی روشن - محدوده دریا

هم‌اکنون زمان‌بندی گرینویچ به علاوه ۱۰:۳۰+ (به انگلیسی: UTC+10:30) برای اندازه‌گیری زمان کاربرد دارد.

## زمان استاندارد نیمکره جنوبی
- استرالیا
  - جزیره لرد هاوو

## وقت تابستانی نیمکره جنوبی
- استرالیا (ACDT - زمان رسمی استرالیا مرکزی)
  - نیو ساوت ولز - بروکن هیل فقط
  - استرالیای جنوبی